# Дискография группы «Аквариум»
Дискография российской рок-группы «Аквариум» и Бориса Гребенщикова.

## Официальная дискография
Полужирным шрифтом выделены названия так называемых естественных альбомов (термин, используемый в официальной дискографии «Аквариума» и Бориса Гребенщикова).
Некоторые альбомы выпущены позже, чем были записаны. Для них первым указывается год окончания записи, а в скобках — год первого издания или время появления в самиздате.
| Год (год издания) | Название                                                   | Комментарий | Переиздания      |
| ----------------- | ---------------------------------------------------------- | --- | ---------------- |
| 1974              | Искушение святого Аквариума                                | «Доисторический» магнитоальбом Гребенщикова и Джорджа. Выпущен на CD в составе сборника «Доисторический Аквариум»                                                            | 2001             |
| 1975              | Притчи графа Диффузора                                     | «Доисторический» магнитоальбом «Аквариума». Выпущен на CD в составе сборника «Доисторический Аквариум»                                                                       | 2001             |
| 1976              | С той стороны зеркального стекла                           | «Доисторический» сольный магнитоальбом Гребенщикова. Выпущен на CD в составе сборника «Доисторический Аквариум»                                                              | 2001             |
| 1978              | Все братья — сёстры                                        | «Доисторический» магнитоальбом Гребенщикова и Майка Науменко | 1996             |
| 1980(1996)        | Скоро кончится век                                         | Не ставшая альбомом студийная запись | 1996             |
| 1980 (2010)       | Майк и Аквариум. 25 октября 1980. Москва                   | Концертный альбом «Аквариума» и Майка Науменко | 2010             |
| 1981              | Синий альбом                                               | Первый студийный альбом «Аквариума» | 1996, 2002       |
| 1981              | Треугольник                                                | 2-й студийный альбом «Аквариума» | 1994, 2002       |
| 1981              | Электричество. История Аквариума — Том 2                   | Концертный альбом | 1999, 2002       |
| 1982              | Акустика. История Аквариума — Том 1                        | Сборник-антология | 1996, 2002       |
| 1982              | Арокс и Штёр                                               | Концертный альбом | 1995             |
| 1982              | Табу                                                       | 3-й студийный альбом «Аквариума» | 1994, 2002       |
| 1982              | Аквариум. 10 лет                                           | Концертный альбом | 2001             |
| 1982 (2010)       | Записки о Флоре и Фауне                                    | Концертный альбом | 2010             |
| 1982 (1995)       | Электрошок                                                 | Концертный альбом | 1995 2012        |
| 1983              | Радио Африка                                               | 4-й студийный альбом «Аквариума»; в 1988 году фирма «Мелодия» выпустила альбом в виде виниловой пластинки (без песен «Вана Хойа» и «Твоей звезде»)                           | 1988, 1996, 2002 |
| 1983 (2012)       | Сроки и Цены                                               | Концертный альбом | 2012             |
| 1984 (1993)       | БГ (стихи, песни)                                          | Концертный альбом Гребенщикова | 1993             |
| 1984(1999)        | Ихтиология                                                 | Концертный альбом | 1999, 2002       |
| 1984              | День Серебра                                               | 5-й студийный альбом «Аквариума» | 1994, 2002       |
| 1986              | Дети Декабря                                               | 6-й студийный альбом «Аквариума» | 1994, 2002       |
| 1986              | Десять стрел                                               | Концертный альбом (одна песня записана в студии); выпущен товариществом «Сестра» в виде виниловой пластинки в 1992 году                                                      | 1992, 1996, 2002 |
| 1987              | Аквариум                                                   | Компиляция из альбомов «День Серебра» и «Дети Декабря». Первый советский винил «Аквариума»                                                                                   |                  |
| 1987              | Жажда                                                      | Сборник. Советский миньон с песнями из альбомов «День серебра» и «Дети декабря»                                                                                              |                  |
| 1987 (1988)       | Равноденствие                                              | 7-й студийный альбом «Аквариума». Студийный альбом, впервые был выпущен «Мелодией» в виде виниловой пластинки в 1988 г.                                                      | 1996, 2002       |
| 1987              | Асса                                                       | Саундтрек к одноимённому фильму. Впервые выпущен на «Мелодии» в виде виниловой пластинки, переиздан на CD в 1996 году, а в 2000 году в составе сборника «Фильмография»       | 1996, 2000       |
| 1988 (2010)       | Наша жизнь с точки зрения деревьев                         | «Задуманный, но так и не записанный в студии» альбом «Аквариума». Впервые выпущен в 2010 году                                                                                |                  |
| 1988              | Искусство быть смирным                                     | Советский сингл к альбому «Радио Африка», выпущенному «Мелодией» в виде виниловой пластинки в 1988 году                                                                      |                  |
| 1988              | Капитан Африка                                             | Советский сингл к альбому «Радио Африка», выпущенному «Мелодией» в виде виниловой пластинки в 1988 году                                                                      |                  |
| 1990 (2007)       | Феодализм                                                  | Сборник, состоящий из студийных и живых записей 1986—1990 годов. Впервые выпущен 22 февраля 2007 года ограниченным тиражом                                                   |                  |
| 1989              | Radio Silence                                              | 1-й англоязычный альбом Гребенщикова. Студийный альбом (США, Великобритания, Канада).                                                                                        | 1996             |
| 1989 (1990)       | Чёрная роза — эмблема печали, красная роза — эмблема любви | Саундтрек к одноимённому фильму. Впервые выпущен на «Мелодии» в виде винилового двойного альбома в 1990 году, переиздан на CD в 2000 году в составе сборника «Фильмография». | 1998, 2000       |
| 1990 (1996)       | Radio London                                               | 2-й альбом Гребенщикова. Студийный альбом (Великобритания; две песни записаны в СССР)                                                                                        |                  |
| 1990 (2000)       | Сделано на Мосфильме                                       | Саундтрек к фильму «Дом под звёздным небом». Впервые издан на CD в 2000 году в составе сборника «Фильмография»                                                               |                  |
| 1991 (1992)       | История Аквариума. Архив. Том III                          | Антология. Впервые выпущен фирмой «SNC Records» в виде виниловой пластинки в 1991 году                                                                                       |                  |
| 1992              | Русский альбом                                             | 3-й альбом Гребенщикова. Студийный альбом, выпущенный компанией «Курицца Рекордс» в виде виниловой пластинки в 1992 году                                                     | 1995, 2002       |
| 1993              | Библиотека Вавилона. История Аквариума — Том 4             | Антология. Альбом выпущен компанией «FeeLee» в виде виниловой пластинки в 1993 году                                                                                          |                  |
| 1991 (1993)       | Письма капитана Воронина                                   | Концертный альбом «БГ-Бэнда» (одна песня записана в студии) |                  |
| 1993              | Любимые песни Рамзеса IV                                   | 8-й студийный альбом; выпущен компанией «FeeLee» в виде виниловой пластинки в 1993 году                                                                                      | 2003             |
| 1994              | Пески Петербурга                                           | 9-й студийный альбом; издан компанией АО «Триарий» на CD и виниловой пластинке 1994 году                                                                                     | 2003             |
| 1994              | Кострома mon amour                                         | 10-й студийный альбом | 2003             |
| 1994              | Песни Александра Вертинского                               | 4-й альбом Гребенщикова. Студийный альбом, был выпущен в виде виниловой пластинки в 1994 году (предположительно фирмой «Курицца Рекордс»).                                   |                  |
| 1994              | Задушевные песни                                           | Студийный альбом «Аквариума» под псевдонимом «Квартет Анны Карениной». |                  |
| 1994              | Аквариум на Таганке                                        | Концертный альбом «Аквариума» |                  |
| 1994              | Boris Grebenchikov & Aquarium 1991—1994                    | Сборник. Альбом издан для европейских и американских слушателей (Франция) |                  |
| 1995              | Навигатор                                                  | 11-й студийный альбом | 2000, 2003       |
| 1995              | Центр циклона                                              | Концертный альбом «Аквариума» |                  |
| 1996              | Снежный лев                                                | 12-й студийный альбом | 2000, 2003       |
| 1996              | Чубчик                                                     | 5-й альбом Гребенщикова. Студийный альбом |                  |
| 1996 (1999)       | Сезон для змей                                             | Концертный альбом «Аквариума» |                  |
| 1996              | Двадцать лет спустя                                        | Концертный альбом Гребенщикова и Андрея Макаревича. |                  |
| 1997              | Гиперборея                                                 | 13-й студийный альбом | 2003             |
| 1997              | Bardo                                                      | Студийный альбом «Аквариума» под псевдонимом «Русско-Абиссинский Оркестр» |                  |
| 1997              | Лилит                                                      | 6-й альбом Гребенщикова (совместно с группой «The Band») | 2003             |
| 1997              | Аквариум-25. История                                       | Концертный альбом «Аквариума» |                  |
| 1997              | Аквариум. Хрестоматия (1980-87)                            | Сборник, посвящённый 25-летию группы |                  |
| 1998              | Кунсткамера                                                | Антология |                  |
| 1998              | Легенды русского рока. «Аквариум»                          | Сборник |                  |
| 1998              | Прибежище (англ. «Refuge»)                                 | 7-й альбом Гребенщикова (совместно с Габриеллой Рот & «The Mirrors»). Студийный альбом (США)                                                                                 |                  |
| 1998              | Борис Гребенщиков и Deadушки                               | 8-й альбом Гребенщикова (совместно с группой «DeadУшки»). Студийный альбом                                                                                                   | 2002 2012        |
| 1998              | Молитва и пост                                             | Концертный альбом Гребенщикова (США) | 2001             |
| 1998 (2010)       | Оракул божественной бутылки                                | Концертный альбом «Аквариума» |                  |
| 1998(2009)        | Зомбияйц                                                   | Концертный альбом Гребенщикова (программа «Новый электрический пёс») |                  |
| 1999              | Песни Булата Окуджавы                                      | 9-й альбом Гребенщикова. Студийный альбом |                  |
| 1999              | Ψ                                                          | 14-й студийный альбом | 2003             |
| 1999              | 20 лучших песен. Хрестоматия. Версия 1.1                   | Сборник |                  |
| 1999              | 20 избранных песен. Хрестоматия. Версия 1.2                | Сборник |                  |
| 1999              | Золотая коллекция. Хрестоматия. Версия 1.3                 | Сборник |                  |
| 1999              | Лучшие песни                                               | Сборник |                  |
| 2000              | Пятиугольный грех                                          | Студийный альбом под псевдонимом «Террариум» (совместно с Максимом Леонидовым, Егором Белкиным, Вячеславом Бутусовым, Чижом и др.) с песнями на стихи Джорджа Гуницкого      |                  |
| 2000              | Территория                                                 | Компиляция, дополненная новыми записями двух старых песен («Вавилон» и «Аделаида») и четырьмя песнями, специально записанными для этого сборника.                            |                  |
| 2002              | Переправа («Bardo»)                                        | 10-й альбом БГ (совместно с Габриеллой Рот & «The Mirrors»). Студийный альбом (США)                                                                                          |                  |
| 2002              | Сестра Хаос                                                | 15-й студийный альбом |                  |
| 2002              | Russian Songwriter: a Collection from Boris Grebenshikov   | Компиляция. Альбом издан для американских слушателей (США) |                  |
| 2003              | Песни рыбака                                               | 16-й студийный альбом |                  |
| 2003              | 50 БГ                                                      | Юбилейная компиляция к 50-летию БГ. 2 CD. Коллекционное издание, ограниченный тираж, распространяется только на концертах                                                    |                  |
| 2004              | Без слов                                                   | 11-й альбом БГ. Лимитированное издание, распространяется только на концертах                                                                                                 |                  |
| 2005              | Летние песни                                               | Альбом БГ (internet only) |                  |
| 2005              | ZOOM ZOOM ZOOM                                             | 17-й студийный альбом |                  |
| 2005              | Аквариум. Reggae                                           | Компиляция. Сборник, изданный студией «Союз» с разрешения группы |                  |
| 2006              | Аквариум. Песни о любви                                    | Компиляция. Сборник, изданный студией «Союз» с разрешения группы |                  |
| 2006              | Беспечный русский бродяга                                  | 18-й студийный альбом |                  |
| 2008 (2011)       | Аквариум International                                     | Благотворительный концерт в Киевском театре оперы 14 октября 2008 года (DVD+2CD)                                                                                             |                  |
| 2008              | Лошадь белая                                               | 19-й студийный альбом |                  |
| 2009              | Пушкинская, 10                                             | 20-й студийный альбом |                  |
| 2009 (2010)       | День радости                                               | Концертный альбом «Аквариума» |                  |
| 2011              | Архангельск                                                | 21-й студийный альбом |                  |
| 2012              | Сергей Курёхин в «Аквариуме»                               | Сборник концертных выступлений «Аквариума» с участием Сергея Курёхина разных лет                                                                                             |                  |
| 2012              | Курёхин и Гребенщиков приглашают...                        | Сборник студийных и концертных записей «Аквариума» и БГ с участием Сергея Курёхина разных лет                                                                                |                  |
| 2012              | 21-й век                                                   | Компиляция |                  |
| 2012              | Воздухоплавание в компании сфинксов                        | Антология |                  |
| 2012              | Тайная история пчеловодства                                | Антология |                  |
| 2013              | Аквариум плюс                                              | 22-й студийный альбом |                  |
| 2014              | Сюита Ф                                                    | Проект «Аквариума» — «Семеро Из Под Камней» |                  |
| 2013              | Boris Grebenchikov AQUARIUM 19952013                       | Второй том антологии на двух компакт-дисках, выпущенный французской фирмой Buda                                                                                              |                  |
| 2014              | Соль                                                       | 12-й альбом БГ. |                  |
| 2015              | Greatest Hits                                              | Компиляция |                  |
| 2015              | 3=8                                                        | Студийный альбом «Террариума». Песни на стихи Джорджа. |                  |
| 2016              | Песни нелюбимых                                            | Мини-альбом «Аквариума» |                  |
| 2016              | Золотой букет                                              | Сборник БГ, запрет на выход которого наложен правообладателями. Вышел в 2020 году под названием «Услышь меня, хорошая».                                                      |                  |
| 2017              | @                                                          | Сборник Аквариума, запрет на выход которого наложен правообладателями. Вышел в 2021 году под названием «Дань»                                                                |                  |
| 2017              | Symphonia БГ                                               | Студийный альбом. Записан при участии оркестра «Виртуозы Киева» |                  |
| 2018              | Время N                                                    | 13-й сольный альбом БГ |                  |
| 2020              | Знак Огня                                                  | 14-й сольный альбом БГ |                  |
| 2020              | Песни Джорджа                                              | Сборник «Аквариума». Песни «Сонет» и «Из Тамбова с любовью» ранее не издавались.                                                                                             |                  |
| 2020              | Аквариум In Dub                                            | Сборник песен «Аквариума», полностью выдержанный в стиле регги. |                  |
| 2020              | Dub in Аквариум                                            | Сборник песен «Аквариума», полностью выдержанный в стиле регги. |                  |
| 2020              | Услышь меня, хорошая                                       | Сборник БГ. |                  |
| 2020              | Тор                                                        | 23-й студийный альбом |                  |
| 2021              | Дань                                                       | Сборник каверов. |                  |
| 2022              | Дом всех святых                                            | 24-й студийный альбом |                  |
| 2022              | Песни бардов                                               | Сборник БГ. |                  |
| 2023              | Богрукиног                                                 | БГ+ |                  |
| 2024              | Новый шёлковый путь                                        | БГ+ |                  |
| 2024              | Квадратный корень из солнца                                | БГ+ |                  |
| 2024              | Pictures of You                                            | БГ |                  |
| 2024              | River Dub                                                  | Песни Аквариума 70-х годов, переизобретённые в Индии вместе с индийскими музыкантами из состава групп Джорджа Харрисона и Рави Шанкара.                                      |                  |

### Другие сборники
Записи «Аквариума» присутствуют также на следующих альбомах, относимых официальной дискографией группы к категориям «Чужие сборники» и «Участие в массовых мероприятиях (свальный грех)»:
| Год (год издания) | Название                                    | Комментарий | Переиздания |
| ----------------- | ------------------------------------------- | --- | ----------- |
| 1984              | M.C.I.                                      | Студийный бутлег, вышел по инициативе А. Тропилло, без ведома Гребенщикова. Сборник забракованных самим «Аквариумом» версий, записанных, по свидетельству Гребенщикова, для «Табу» | 2001        |
| 1984              | Исполнение разрешено                        | Совместный концертный альбом Бориса Гребенщикова, Майка Науменко и Виктора Цоя | 1998        |
| 1986              | Red Wave                                    | Компиляция. На двойном виниловом диске, выпущенном в США благодаря Джоанне Стингрей, «Аквариум» занимает одну сторону (на других записаны «Кино», «Алиса» и «Странные игры») | 1994        |
| 1989              | Interchords Featuring                       | Промопластинка, приуроченая к выходу альбома «Radio Silence» |             |
| 1991              | Однажды в Рок-клубе                         | Сборник из четырёх виниловых пластинок. Записи сделаны на фестивале, посвященном 10-летию Ленинградского рок-клуба. «Аквариуму» на одной из этих пластинок принадлежит композиция «Я — Змея». Сборник переиздан на CD в сокращённом варианте под названием «10 лет Питерскому рок-клубу» в 2001 году (включает песни «Аквариума» и «Трилистника»). |             |
| 1993              | Greenpeace Rocks                            | Сборник песен выпущенный организацией Greenpeace. Гребенщиков исполняет песню «Китай», а также подпевает Джоанне Стингрей в песнях «Бум-бум» и «Come together». |             |
| 1993              | Отчёт 1983—1993                             | Сборник песен группы «Nautilus pompilius» в исполнении российских рок-музыкантов. Гребенщиков исполняет песню «Я хочу быть с тобой». |             |
| 1995              | Митьковская тишина                          | Сборник «митьковских» песен. Гребенщиков исполняет песню «Дом». |             |
| 1995              | Свободная культура. Звуки Северной Столицы  | Сборник, включавший, помимо «Аквариума», записи Сергея Курёхина, ДДТ, Колибри и др. «Аквариум» исполняет песню «Пески Петербурга». |             |
| 1996              | Митьковские песни                           | Сборник. Гребенщиков исполняет песни «Весна на Заречной улице» и «Песню о встречном». |             |
| 1996              | Митьковские песни. Раскинулось море широко… | Сборник-сингл «митьковских» песен, приуроченный к выходу сборника «На море танки грохотали». Гребенщиков исполняет песню «Лейся, песня». |             |
| 1997              | На море танки грохотали                     | Сборник «митьковских» песен. Гребенщиков исполняет песни «Лейся, песня» и «Тёмная ночь». |             |
| 1997              | 101 хит. Выпуск 3                           | Рок-сборник от Радио 101. Аквариум исполняет песню «Город золотой». |             |
| 1997              | Союз-19                                     | Сборник популярной музыки. Гребенщиков исполняет песню «Тёмная ночь». |             |
| 1997              | Музыка кино Сергея Соловьёва                | Сборник, включавший инструментальные композиции и песни, вошедшие в фильмы Сергея Соловьёва. Представлена музыка Бориса Гребенщикова, Сергея Курёхина и Исаака Шварца. |             |
| 1997              | Русский характер                            | Сборник популярной музыки от Радио 101. Гребенщиков исполняет песню «4D (Последний день августа)». |             |
| 1998              | Парк МАЙКского периода                      | Трибьют-альбом, посвящённый группе «Зоопарк» и Майку Науменко.Гребенщиков исполняет песню «Блюз твоей реки». Также на альбоме присутствуют версии песен «Медленный поезд» и «Иллюзии» в исполнении Дюши Романова. Диск был переиздан в 2002 году под названием «Зоопарк. Трибьют». |             |
| 1998              | Зоопарк русского рока                       | Сборник, выпущенный 1998 году отделением «Выход». Аквариум представлен песней «10 лет» («Немое кино»), фонограмма взята из московского квартирника, состоявшегося летом 1982 года (Запись с альбома «Аквариум. 10 лет»). |             |
| 1998              | Песни про пиво и не только                  | В сборник включены песни групп Аквариум («Холодное пиво», запись с концерта, вышедшего под названием «Арокс и Штёр»), Ва-БанкЪ, Чайф и др. |             |
| 1998, 2000        | FuzzBox No.4, FuzzBox No.6, FuzzBox No.9    | Музыкальное приложение к трём номерам журнала «Fuzz», сборник разных групп и исполнителей. Борис Гребенщиков и «Аквариум» исполняют песни «4D (Последний день августа)», «Из дельты гнезда» и «Луна — Samsonik Mix» («Луна, успокой меня»), соответственно |             |
| 1999              | Sundari. A Jivamukti Yoga Class             | CD-комплекс упражнений йоги, музыка Gabrielle Roth & «The Mirrors» из разных альбомов, в том числе мантра «Chen Rezi» из альбома «Прибежище». |             |
| 1999              | Питерские рок-фестивали                     | I, II, III, IV, V — пять двойных аудиокассет, на первых трёх из них есть записи выступлений «Аквариума» на соответствующих фестивалях. |             |
| 1999              | Мир в наших руках                           | Сборник, на котором «Аквариум» исполняет песню «Ключи от моих дверей», специально записанную для этой пластинки. |             |
| 2000              | КИНОпробы                                   | Трибьютный альбом из двух CD, посвященный Виктору Цою. На первом из них Гребенщиков подпевает группе «Tequilajazzz» в песне «Транквилизатор». На втором в исполнении «Аквариума» звучит песня «Генерал», специально записанная для этого проекта. На этом же диске в исполнении Дюши Романова звучит песня «Электричка». |             |
| 2000              | Фильмография                                | Сборник из 4 дисков — 3CD + CD-ROM. На аудиодисках представлены песни из фильмов «ACCA», «Чёрная роза — эмблема печали, Красная роза — эмблема любви», «Дом под звездным небом». На CD-ROM — видеоматериалы из архива Джоанны Стингрей. |             |
| 2000              | Брат-2 и Брат-2. За кадром                  | Саундтрек к одноимённому фильму. В него вошла песня «Террариума» — «Гибралтар/Лабрадор» в исполнении В. Бутусова. В сборник «Брат-2. За кадром» по неизвестной причине включена песня «Сварог» с альбома «Аквариума» «Ψ». |             |
| 2000              | Отвязанные и привязанные                    | Сборник разных групп и исполнителей, составленный Дмитрием Стрижовым и выпущенный в США. В исполнении Гребенщикова и The Band звучат две песни: «Капитан Белый Снег» и ранее не издававшаяся «Два поезда». |             |
| 2000              | Roots in Russia. Русский регги-2            | Сборник российских групп, играющих в стиле регги. «Аквариум» представлен песней «Вавилон» (с альбома «Электричество») |             |
| 2001              | Доисторический Аквариум                     | Сборник, содержащий три альбома: «Искушение Святого Аквариума», «Притчи графа Диффузора», «С той стороны зеркального стекла». |             |
| 2001              | Stereo&Video No. 8                          | Сборник журнала «Stereo&Video». Представлены песни из «Русского альбома» и «Борис Гребенщиков и DeadУшки». |             |
| 2001              | Ателье Искусств                             | Запись концерта памяти Дюши Романова (28 июня 2001, СПб, клуб «Спартак»). На диске присутствуют выступления Гребенщикова и «Liapin’s blues», а также два бонус-трека — композиция «Византия» в исполнении «Вермишель оркестра» и песня Романова «Благодарный мертвец». Диск выходил также в двух урезанных вариантах: один был приближен по оформлению к дорогому изданию, а другой (под названием «Песни для друга. Часть 1») имел другое оформление. |             |

### Мультимедийные издания
| Год (год издания) | Название                            | Комментарий | Переиздания |
| ----------------- | ----------------------------------- | --- | ----------- |
| 1998              | 40:0 в пользу БГ                    | Видео CD (а в переиздании — DVD) с одноимённым фильмом А. Липницкого | 2006        |
| 1998              | Кольцо Времени                      | Мультимедийный альбом на двух компакт-дисках. Включает песни, компьютерную игру, видеоклипы, дискографию, тексты песен, фотоальбом и др.                                                                         |             |
| 1998              | Аквариум-25                         | Сборник из трех дисков — двух аудио и мультимедийного диска. На аудиодисках представлены песни, записанные в мае 1997 года на юбилейных концертах группы в Москве и Петербурге.                                  |             |
| 2001              | Песни шахматистов прошлого столетия | Internet-only альбом, включающий 4 песни, записанные Гребенщиковым и Капитаном Курёхиным летом 1991 года во время записи совместного альбома, который вышел в незаконченном виде под названием «Детский альбом». |             |
| 2007              | Аквариум. Тур                       | Фильм, снятый на концертах группы (и не только) осеннего тура 2006 года. |             |

### Синглы
| Год (год издания) | Название                              | Комментарий                                                                                            | Переиздания |
| ----------------- | ------------------------------------- | --- | ----------- |
| 1989              | Radio Silence, The Postcard           | К альбому «Radio Silence»                                                                              |             |
| 1996              | Древнерусская тоска                   | К альбому «Снежный лев»                                                                                |             |
| 1997              | Некоторые женятся (А некоторые — так) | К альбому «Лилит»                                                                                      |             |
| 1999              | Скорбец                               | Сингл, содержащий электронные обработки песни «Скорбец» и видеоклип на неё, снятый Андреем Новосёловым |             |
| 2000              | Террариум. Пятиугольный грех          | К альбому «Пятиугольный грех»                                                                          |             |
| 2015              | Палёное виски и толчёный мел          | |             |
| 2016              | Песни нелюбимых                       | К мини-альбому «Песни нелюбимых»                                                                       |             |
| 2017              | Пегги Поршень                         | |             |
| 2017              | Двери травы                           | К мини-альбому «Двери травы»                                                                           |             |
| 2018              | Бой-баба                              | |             |

### Грампластинки
В скобках указан изначальный год издания альбома на магнитных носителях
- 1986 — «Red Wave» (2LP)
- 1987 — «Аквариум (Белый Альбом)» (песни из альбома были изданы на магнитных носителях в 1984—1985 годах)
- 1987 — «Жажда» (сингл) (песни из альбома были изданы на магнитных носителях в 1985 году)
- 1987 — «Асса»
- 1988 — «Равноденствие»
- 1988 — «Радио Африка» (1983)
- 1988 — «Искусство быть смирным» (сингл) (песни из альбома были изданы на магнитных носителях в 1983 году)
- 1988 — «Капитан Африка» (сингл) (песни из альбома были изданы на магнитных носителях в 1983 году)
- 1989 — «Interchords Featuring» (промо-LP)
- 1989 — «Radio Silence»
- 1989 — «Radio Silence» (сингл)
- 1989 — «The Postcard» (сингл)
- 1990 — «Чёрная роза — эмблема печали, красная роза — эмблема любви» (2 LP)
- 1991 — «Однажды в Рок-клубе» (4 LP)
- 1992 — «История Аквариума. Архив. Том III»
- 1992 — «Русский альбом»
- 1992 — «Десять стрел» (1986)
- 1993 — «Любимые песни Рамзеса IV»
- 1993 — «Письма капитана Воронина» (2 LP)
- 1993 — «Greenpeace Rocks»
- 1993 — «Библиотека Вавилона. История Аквариума — Том 4»
- 1994 — «Песни Александра Вертинского»
- 1994 — «Пески Петербурга»
- 1995 — «Навигатор»
- 2012 — «Борис Гребенщиков и Deadушки»
- 2013 — «Зомбияйц» (2 LP)
- 2013 — «Оракул Божественной Бутылки» (2 LP)
- 2013 — «Записки о Флоре и Фауне» (2 LP)
- 2013 — «Аквариум на Таганке» (2 LP)
- 2013 — «БГ и Сева Гаккель. Концерт на Таганке» (2 LP)
- 2013 — «Синий альбом»
- 2013 — «Треугольник»
- 2013 — «Акустика. История Аквариума — Том 1»
- 2013 — «Электричество. История Аквариума — Том 2»
- 2013 — «Табу»
- 2013 — «Радио Африка»
- 2014 — «День серебра»
- 2014 — «Дети декабря»
- 2014 — «Десять стрел»
- 2014 — «Пси»
- 2014 — «Сестра Хаос»
- 2014 — «Песни рыбака»
- 2014 — «Zoom Zoom Zoom»
- 2014 — «Беспечный русский бродяга»
- 2014 — «Лошадь белая»
- 2014 — «Пушкинская, 10»
- 2014 — «Архангельск»
- 2014 — «Воздухоплавание в компании сфинксов»
- 2014 — «Соль»
- 2022 — «Дом Всех Святых»

## Вне дискографии
Список изданий, не включённых в дискографию на официальном сайте группы.

### Альбомы и сборники, не включённые в официальную дискографию (изданы в России)
| Год (год издания) | Название                                                                | Комментарий | Переиздания |
| ----------------- | ----------------------------------------------------------------------- | --- | ----------- |
| 1979              | Музыка общественных туалетов                                            | «Доисторический» магнитоальбом «Аквариума». Выпущен на CD в качестве бонус-диска к сборнику «Доисторический Аквариум»                                                        | 2002        |
| 1988              | Музыкальный клуб «Крестьянки»                                           | Сборник из трех грампластинок. На второй грампластинке («В ритмах века») представлен «Аквариум» с песней «Рок-н-ролл мёртв».                                                 |             |
| 1993              | Титаник на Фонтанке                                                     | Демоверсия альбома «Титаник» группы Nautilus Pompilius, записанная Наутилусом и музыкантами Аквариума, издана в 1996 году.                                                   |             |
| 1994              | Песни для Тани М.                                                       | Рок-сборник. «Аквариум» исполняет песню «Зачем». |             |
| 1994              | Rock from Russia                                                        | Рок-сборник. «Аквариум» исполняет песню «Диплом». |             |
| 1994              | The Best of the Russian Pop. Vol.3                                      | Рок-сборник. «Аквариум» исполняет песню «Иерофант». |             |
| 1995              | Мы идём на восток                                                       | Рок-сборник. «Аквариум» исполняет песню «15 голых баб (Увы)». |             |
| 1996              | Maxidrom 2                                                              | Рок-сборник. «Аквариум» исполняет песню «Таможенный блюз». |             |
| 2002              | Последний концерт                                                       | Концертный альбом с записью юбилейного концерта «Аквариума» в Санкт-Петербурге 1997                                                                                          |             |
| 1999              | Romantic Collection. Русский Рок                                        | Рок-сборник. «Аквариум» исполняет песню «Город». |             |
| 1999              | Live                                                                    | Рок-сборник. Совместное рекламное издание компаний Public Totem и FeeLee Promotion. Борис Гребенщиков совместно с группой «Deadушки» исполняет песню «Сны о чём-то большем». |             |
| 2000              | Maxidrom 7                                                              | Рок-сборник. «Аквариум» исполняет песню «Стоп, машина» |             |
| 2000              | Легенды русского рока. Сергей Курёхин                                   | Сборник лучших композиций Сергея Курёхина. Совместно с «Аквариумом» он исполняет песню «Тибетское танго»                                                                     |             |
| 2001              | Аквариум. Grand Collection                                              | Компиляция песен «Аквариума». В 2008 году сборник вышел под тем же названием на двух CD.                                                                                     |             |
| 2001              | Музыка к фильму Сергея Соловьёва «Нежный возраст»                       | Саундтрек к фильму «Нежный возраст». «Аквариум» исполняет песню «Та, которую я люблю»                                                                                        |             |
| 2001              | Туда, где мчится Пассат                                                 | Рок-сборник. «Аквариум» исполняет песню «Из дельты гнезда». |             |
| 2001              | Охота на крокодила                                                      | Рок-сборник. «Аквариум» исполняет песню «Золушка». |             |
| 2001              | 25+25                                                                   | Сборник Андрея Тропилло, посвящённый учреждению премии «Золотой Антроп». «Аквариум» исполняет песню «14»                                                                     |             |
| 2001              | Рок-баллады                                                             | Рок-сборник. «Аквариум» (в составе проекта «Террариум») исполняет песню «Моллой пришёл».                                                                                     |             |
| 2001              | Азазель. Музыка к телевизионному фильму                                 | Саундтрек к телесериалу «Азазель». Аквариум исполняет песню «Снился мне сад».                                                                                                |             |
| 2001              | Кайф уха. Часть 2                                                       | Рок-сборник. Борис Гребенщиков совместно с группой «Маркшейдер Кунст» исполняет песню «212-85-06», которая на обложке обозначена как «Электричество».                        |             |
| 2001              | Наши в городе. Том 1                                                    | Рок-сборник. «Аквариум» исполняет песню «Кардиограмма». |             |
| 2001              | FuzzBox No.13                                                           | Приложение к журналу «Fuzz», рассылался подписчикам журнала вместе с FUZZBook. «Аквариум» исполняет песню «Под мостом, как Чкалов».                                          |             |
| 2001              | Realный Рок. Часть 1                                                    | Рок-сборник. Борис Гребенщиков исполняет песню «Перекрёсток». |             |
| 2001              | 10 лет Питерскому рок-клубу                                             | Рок-сборник. Сокращённое переиздание сборника «Однажды в Рок-клубе». |             |
| 2001              | За стеклом                                                              | Рок-сборник. «Аквариум» исполняет песню «Не стой на пути у высоких чувств».                                                                                                  |             |
| 2002              | Ты пригласи меня на анашу                                               | Рок-сборник, выходил как музыкальное приложение к журналу «Fuzz» № 3/2002. «Аквариум» исполняет песню «Перекрёсток» и «Коммунисты мальчишку поймали».                        |             |
| 2002              | Самые главные песни                                                     | Рок-сборник. Борис Гребенщиков исполняет песню «Перекрёсток». |             |
| 2002              | Современные романсы и баллады                                           | Сборник популярной музыки. «Аквариум» исполняет песню «Город золотой». |             |
| 2002              | Сделано в России. Часть 3                                               | Сборник. «Аквариум» исполняет песню «Слишком много любви». |             |
| 2002              | Антропология                                                            | Рок-сборник, составленный Андреем Тропилло — музыкальное приложение к журналу «Fuzz». «Аквариум» исполняет песни «Миша из горда скрипящих статуй» и «Сентябрь».              |             |
| 2002              | Крылья. Фестиваль русского рока 2002                                    | Рок-сборник. «Аквариум» исполняет песню «Немое кино». |             |
| 2002              | FEELEE RECORDS 10 лет!                                                  | Музыкальное приложение к журналу «Fuzz» № 10. Борис Гребенщиков совместно с группой «Deadушки» исполняет песню «Сны о чём-то большем».                                       |             |
| 2002              | Митьки. Зе бест                                                         | Сборник «митьковских» песен. Борис Гребенщиков исполняет песни «Весна на Заречной улице» и «Тёмная ночь».                                                                    |             |
| 2003              | Песни о нашем городе                                                    | Сборник песен, посвящённых 300-летию Санкт-Петербурга. «Аквариум» исполняет песню «Сталь».                                                                                   |             |
| 2003              | Китайский чай                                                           | 2 CD — компиляция песен «Аквариума». Содержит 39 песен группы. |             |
| 2003              | БГ 50                                                                   | Сборник, приуроченный к юбилею Бориса Гребенщикова наряду со сборником «50 БГ»                                                                                               |             |
| 2003              | Мой друг — музыкант                                                     | Сборник, посвящённый памяти Дюши Романова. Борис Гребенщиков исполняет песню «Матросская тишина».                                                                            |             |
| 2003              | Любимые песни                                                           | Сборник народных песен. Борис Гребенщиков исполняет песню «Весна на Заречной улице».                                                                                         |             |
| 2003              | Чартова дюжина 13                                                       | Рок-сборник. Борис Гребенщиков совместно с группой «Deadушки» исполняет песню «Время Луны».                                                                                  |             |
| 2003              | Лучшие песни русских сериалов                                           | Сборник саундтреков к российским сериалам. «Аквариум» исполняет песню «Город золотой».                                                                                       |             |
| 2003              | Рок-фабрика                                                             | Рок-сборник. «Аквариум» исполняет песню «Человек из Кемерова». |             |
| 2004              | Антифабрика/Саншайн Реггей #1                                           | Сборник песен в стиле регги. «Аквариум» исполняет песню «Вавилон» (с альбома «Территория»)                                                                                   |             |
| 2004              | Не голубой огонёк                                                       | Рок-сборник. Борис Гребенщиков и Александр Васильев исполняют «Песню о звёздах».                                                                                             |             |
| 2004              | Романсы. Vol. 1                                                         | Сборник русских романсов. «Аквариум» исполняет песню «Город золотой». |             |
| 2004              | Лучшие хиты из культовых сериалов и кинофильмов. Часть 1                | Сборник саундтреков к российским фильмам и сериалам. «Аквариум» исполняет песню «Город золотой».                                                                             |             |
| 2005              | Rock СОЮЗ № 1                                                           | Рок-сборник. «Аквариум» исполняет песню «Трамонтана» |             |
| 2005              | Легенды русского рока. The Best 2                                       | Рок-сборник. «Аквариум» исполняет песню «Поезд в огне» |             |
| 2005              | Легенды русского рока. The Best 5                                       | Рок-сборник. «Аквариум» исполняет песню «Древнерусская тоска» |             |
| 2005              | Легенды русского рока. The Best 6                                       | Рок-сборник. «Аквариум» исполняет песню «Старик Козлодоев» |             |
| 2005              | Нашествие XVIII                                                         | Рок-сборник. «Аквариум» исполняет песню «Трамонтана» |             |
| 2005              | Музыка.ру-5. Рок                                                        | Рок-сборник. «Аквариум» исполняет песню «Послезавтра» |             |
| 2006              | На перекрёстках детства. Фантазии на музыкальные темы Алексея Рыбникова | Сборник песен из детских сказок в рок-переложении. Борис Гребенщиков и Александр Васильев исполняют «Песню о звёздах».                                                       |             |
| 2006              | Питер FM. Original Soundtrack                                           | Саундтрек к фильму «Питер FM». «Аквариум» исполняет песню «212-85-06». |             |
| 2007              | FuzzBox No.20                                                           | Приложение к журналу «Fuzz», Борис Гребенщиков и песня «4D (Последний день августа)», взятая с «FuzzBox No.4» представлена в качестве бонус-трека                            |             |
| 2007              | А у нас во дворе… Выпуск 3                                              | Сборник популярной музыки. «Аквариум» исполняет песню «Два тракториста» |             |
| 2007              | Songs                                                                   | Компиляция, коллекционное издание, вышедшее тиражом в 2000 экз. |             |
| 2008              | Аквариум International                                                  | Компиляция, приуроченная к благотворительному концерту, состоявшемуся 14 октября 2008 года в Национальной Опере Украины им. Т. Г. Шевченко                                   |             |
| 2008              | Наше Радио. 10 лет                                                      | Рок-сборник на двух CD, приуроченная к 10-летию радиостанции «Наше радио». «Аквариум» исполняет песню «Стаканы».                                                             |             |

### Альбомы и сборники, не включённые в официальную дискографию (изданные за рубежом)
| Год (год издания) | Название                                          | Комментарий | Переиздания |
| ----------------- | ------------------------------------------------- | --- | ----------- |
| 1987              | Zdrastvui Москва! (Terve Moskova!)                | Грампластинка, содержащая записи советских исполнителей. Издана в Финляндии фирмой «Polarvox». «Аквариум» исполняет песню «Глаз». |             |
| 1989              | Это эпоха для нас (Czerwona Fala — Epoka Dla Nas) | Грампластинка, содержащая записи советских рок-групп. Издана в Польше фирмой «Wifon». «Аквариум» исполняет песню «Жажда».         |             |
| 1989              | Feel the beat (20 Hot Rock Tracks)                | Грампластинка-сборник фирм CBS. Издана в Голландии. Борис Гребенщиков исполняет песню «Radio Silence».                            |             |
| 2003              | Was het nu 70, 80 of 90? File 5                   | Сборник популярной музыки, изданный в Бельгии. Борис Гребенщиков исполняет песню «Radio Silence».                                 |             |
| 2005              | Milleur rock Russe a Paris                        | Рок-сборник, выпущенный во Франции. «Аквариум» исполняет песню «Северный Цвет»                                                    |             |

### Участие в других проектах
Борис Гребенщиков и «Аквариум» принимали участие в записи ряда альбомов и сборников других исполнителей. Подробнее в статье: Дискография Бориса Гребенщикова

### Индивидуальное творчество
Существуют также самостоятельные записи отдельных членов «Аквариума» и созданных ими групп. Подробнее об этом см. в соответствующих статьях:
- Анатолий «Джордж» Гуницкий
- Андрей «Дюша» Романов (проект «Трилистник»)
- Сергей Курёхин (проект «Поп-механика»)
- Александр Ляпин
- Алексей Рацен
- Сергей Щураков (проект «Вермишель Orchestra»)
- Алексей Зубарев
- Олег Сакмаров (проект «Чужие»)
- Олег Гончаров
- Дмитрий Веселов
- Андрей Светлов
- Ольга Першина
- Игорь Тимофеев (проект «Welcome to the Club»)

### Трибьюты(песни Гребенщикова и «Аквариума» в исполнении других музыкальных групп)
В список не вошли трибьют-записи тех исполнителей, которые являлись участниками группы. Их дискографию см. в предыдущем разделе
- 1988 — «Thinking till monday» (Джоанна Стингрей) — песни «Modern age Rock`n`roll», «Highstrong», «Call me», «Shattered glass» (эти песни написаны в соавторстве с Гребенщиковым, сам он их никогда не исполнял)
- 1991 — «Walking through windows» (Джоанна Стингрей) — песни «Gotta Break Out», «Steel Wheels», «More than enough» (песни написаны в соавторстве с Гребенщиковым, «Gotta Break Out» — перепев песни «Прекрасный дилетант», «More than enough» — песни «Всё, что мы есть»)
- 1992 — «Неизвестные песни» (группа «Кино») — песня «Железнодорожная вода»
- 1993 — «Rock me but don`t disrupt my mind» (Джоанна Стингрей) — песни «Ashes» (слова: Джоанна Стингрей и Гребенщиков, музыка: Гребенщиков), «Baby Baby Bala Bala» (слова и музыка: Джоанна Стингрей и Гребенщиков (сам Гребенщиков эту песню никогда не исполнял)), «Rock n` roll`s dead» (слова: Джоанна Стингрей и Гребенщиков, музыка: Гребенщиков)
- 1994 — «Оранжевое настроение» (группа «Чайф») — песня «Блюз простого человека»
- 1994 — «Танец на цыпочках» (группа «Настя») — песня «10 стрел»
- 1994 — «Шумовидение. Песни живых и мёртвых» (Василий Шумов) — песня «Железнодорожная вода»
- 1996 — «Blues de Moscou» (группа «Секрет») — песня «Береги свой хой»
- 1996 — «Армянская кислота» (группа «Улицы») — песня «Береги свой хой»
- 1998 — «Башлачёв I» (Александр Башлачёв) — песня «Глаз»
- 1999 — «150 миллиардов шагов» (группа «Tequila Jazzz») — песня «Лебединая сталь»
- 2000 — «Симпатии» (группа «Чайф») — песня «Молодая шпана»
- 2000 — «Ночной суп. Часть 2» (группа «Адо») — «Русско-абиссинская народная песня ушельцев»
- 2003, 2007 — «Немного смерти, немного любви», «Чужие» (Группа «Billy's Band») — песня «Поезд в огне»
- 2003 — «Russian rock in classic. Back from USSR» (Symphony orchestra Wolf Gorelic) — инструментальная симфоническая обработка песни «Небо становится ближе»
- 2003 — «Черновики» (группа «Сплин») — песня «Аделаида»
- 2003 — «Небо и Земля» (трибьют-сборник к юбилею БГ)
- 2006 — «Русский альбом» (Дмитрий Степанович) — песни «Жилищные конторы» («Сирин, Алконост, Гамаюн»), «Никита Рязанский», «Государыня», «Ласточка», «Волки и вороны», «Сувлехим Такац», «Заповедная», «Кони беспредела», «Елизавета», «Бурлак», бонус-трек «Город»
- 2012 — «Re:Аквариум» (специальный проект Lenta.ru, посвящённый четырёхтысячному юбилею группы «Аквариум»)[7][8]
- 2012 — «Стаканы» (группа «КняZz»)

См. также: Исполнители песни «Город золотой»

### DVD-издания
- 2001 — «25 лет» — юбилейный концерт группы в ДС «Юбилейный» 25 июня 1997 года (не путать с мультимедийным изданием «Аквариум-25»).
- 2002 — «30 лет» — юбилейный концерт группы в ДС «Лужники» 24 февраля 2002 года. В издание включены полная дискография «Аквариума», Бориса Гребенщикова и музыкантов, игравших в группе, 59-страничная история коллектива в воспоминаниях Гребенщикова, фотогалерея, интервью и пр. Издание вошло в сборник «Золотой диск», куда, помимо него, вошли DVD «Сплин: Альтависта» и «Алексей Козлов и Арсенал: Своя игра».
- 2004 — «Два капитана-2» — DVD с фильмом Сергея Дебижева. В качестве бонусов на DVD представлены: клипы группы «Аквариум» («15 голых баб», «Боже, храни полярников», «2-12-85-06», «Ты успокой меня» и «Московская октябрьская»), снятые Дебижевым, репортаж о съёмках «Двух капитанов-2», фильм «Комплекс невменяемости», фрагменты фильмов «Двуликий Янус» и «Золотой сон», фотографии со съёмок.
- 2004 — «Визит в Москву» — переиздание видеозаписи концерта концерта, состоявшегося 26 октября 1993 года в московском Театре эстрады.
- 2004 — «Навигатор» — переиздание видеозаписи концерта, состоявшегося в ГЦКЗ «Россия» 28 апреля 1996 года.
- 2004 — «Ателье Искусств» — видеозапись концерта, состоявшегося 28 июня 2001 года в клубе «Спартак» (Санкт-Петербург), в первую годовщину смерти Дюши Романова
- 2006 — «Long Way Home» — 2 DVD. Первый содержит фильм Александра Липницкого о записи англоязычного альбома Гребенщикова «Radio Silence». Второй (бонусный) диск содержит:
  - Concert for Peace (концерт в Монреале, 3 июля 1988)
  - Аквариум & Friends (концерт в СКК имени Ленина, 25 ноября 1988)
  - Клипы на песни: The Wind, Radio Silence, The Postcard
- 2006 — «40:0 в пользу БГ» — DVD с фильмом Александра Липницкого. В качестве бонусов на DVD представлены: видеоклипы группы «Аквариум» «Таможенный блюз», «Стерегущий баржу», «Древнерусская тоска», «Великая Железнодорожная Симфония» и «Духовный паровоз», концерт 10 ноября 1991 года в ГЦКЗ «Россия» на премьере фильма «Дом под звёздным небом» и концерт в Гжели 22 января 1992 года
- 2006 — «Рок» — DVD с фильмом Алексея Учителя. В фильме принимают участие группы «Аквариум», «Кино», «АукцЫон», «АВИА» и «DDT».
- 2007 — «Аквариум. Тур» — подробнее см. в соответствующей статье.
- 2007 — «Живая легенда: Борис Гребенщиков» — DVD, содержащий историю жизни Бориса Гребенщикова. Издание входит в двойной DVD-сборник, посвящённый известным историческим личностям. В издании представлены: Виктор Тихонов, Татьяна Тарасова, Муслим Магомаев, Михаил Жванецкий, Илья Глазунов и др.
- 2008 — «Аквариум. Легендарный концерт в Royal Albert Hall 21 мая 2007» — DVD-запись концерта Аквариума к юбилею Гребенщикова. Распространяется на концертах.
- 2009 — «БГ. Первый „полтинник“» — документальный фильм, посвящённый 50-летию Гребенщикова.

### Internet-альбомы
- 1997 — Новая песня о Родине (web-сингл, удалён)
- 1998 — Молитва и пост (www.planetaquarium.com) переиздан на 2CD в 2001
- 1999 — Крымский концерт (www.aquarium.ru)
- 2000 — Полнолуние. Всё впервые (aquarium.lipetsk.ru)
- 2001 — Песни шахматистов прошлого столетия (aquarium.ru)
- 2001 — Акватория (удалён)
- 2002 — Омовение небесными водами (aquarium.lipetsk.ru)
- 2008 — Концерт в Королевском Альберт-холле (aquarium-intl.kroogi.ru)
- 2010 — Тайный Узбек (web-сингл, aquarium.kroogi.ru)
- 2010 — Славное Море Священный Байкал (web-сингл, aquarium.kroogi.ru)
- 2011 — На ход ноги (web-сингл, aquarium.kroogi.ru)
- 2012 — Цветы на Огороде. На день рождения Петра Мамонова (web-сингл, aquarium.kroogi.ru)
- 2013 — Губернатор (web-сингл, aquarium.kroogi.com)
- 2013 — Праздник урожая во дворце труда (web-сингл, aquarium.kroogi.com)

### MP3-сборники
В список вошли только лицензионные сборники.
- 2000 — «Легенды русского рока. Диск 3» (Мороз Рекордс)
- 2002 — «Аквариум. Борис Гребенщиков» (RMG) — сборник из 5 CD
- 2004 — «Аквариум. Антология» (Союз) — сборник из 4 CD
- 2005 — «Аквариум. MP3 коллекция» (RMG) — сборник из 3 CD
- 2005 — «Легенды русского рока. The best» (Мороз Рекордс)
- 2008 — «Grand Collection. Рок. Часть 1» (Мороз Рекордс)
- 2008 — «Аквариум. Только лучшее» (Квадро-Диск) — сборник из 2 CD
- 2008 — «Аквариум. Собрание сочинений в 12 томах» (Only Music) — сборник из 12 CD

### Бутлеги
- 1980 — «Музыка для мёртвых и живых»
- 1981 — «14» (относился в официальной дискографии к категории «Советский винил», но такой пластинки, по видимому, никогда не выходило. Известно, что бутлег под таким названием распространялся на кассетах и плёнках. Запись и сведение были произведены на подпольной сессии в студии «Мелодии». Были записаны песни «Чай», «Электрический пёс», «Всё, что я хочу», «Держаться корней», «Глядя в телевизор», «Нам всем будет лучше», «Иванов», «14», «Альтернатива». Записанный материал был расформирован и часть его попала в альбом «Акустика» и сборник «M.C.I.»)[источник не указан 2784 дня]
- 1983 — «Рыбный завтрак» (концертный бутлег)
- 1983 — «Сроки и цены» (концертный бутлег)
- 1983 — «Плохой конец Невского проспекта» (концертный бутлег)
- 1986 — «Радио телевидение» (сборник записей «Аквариума» 1981—1986 гг.)
- 1993 — «Знак сторожа» (студийный бутлег, планировавшийся к выпуску вместе с альбомом «Пески Петербурга»)

### Неизданные альбомы и сборники
- 1974 — «Менуэт земледельцу» («Верблюд-архитектор») — 2-й «доисторический» альбом «Аквариума». Утерян
- 1974 — «Окно в небесах» — запись джема с группой «ЗА». Хранилась у первого звукорежиссёра группы Марата Айрапетяна. Была утеряна Гребенщиковым в конце 80-х[9].
- 1975 — «Таинство брака» — «доисторический» магнитоальбом «Аквариума». Утерян
- 1980 — первая попытка записи электрического альбома в студии Андрея Тропилло. Сделаны демо песен «Homo hi-fi», «Летающая тарелка». Тогда же записаны версии песен «Марина» и «-30», вошедшие в бутлег «M.C.I.».
- 1988 — «Удивительные деяния капитана Воронина» — возможное название гипотетического номерного альбом группы, который должен был выйти после «Равноденствия», но не вышел ввиду отсутствия студии для его записи. В него должны были войти песни «Капитан Воронин», «Генерал Скобелев», «Когда пройдёт боль», «Сувлехим Такац», «Ты нужна мне», «Серые камни на зелёной траве», «Не трать время», «Меня зовут смерть», «Мальчик», «Нами торгуют» и др. В итоге почти все песни остались записаны исключительно в концертных вариантах. Большая часть песен вошла на альбом «Наша жизнь с точки зрения деревьев», изданный в 2010 году.[источник не указан 2784 дня]
- 2001 — «Чёрный ящик» — сборник, который должен был включить в себя неизвестные записи группы 1976—1991 гг.[10]
- 2004 — «Live at American Railroad Company, parts 1 & 2» — виртуальный концертный сборник[11]
- 2006 — «Репродуктор» — задумывался как собрание старых песен, переигранных заново (новая антология)[12]. Часть песен, записывавшихся для этого альбома, вошла в альбом «Беспечный русский бродяга».

### Приписываемые альбомы
- «Пирог со свечами» — настоящим исполнителем является Шамиль Абряров совместно с гитаристом Сергеем Семенюком[13]. Запись сделана в конце 1980-х гг.